# Stefán Gíslason
Stefán Gíslason (født 15. marts 1980) er en islandsk tidligere fodboldspiller, der senest spillede på midtbanen hos Breiðablik. I 2011 spillede han for Lillestrøm SK i Norge. Gislason blev i sine dage som junior spiller tilknyttet Arsenal FC, lige der hvor Arsène Wenger blev ansat, og Bruce Rioch blev fyret. Her blev Stefán og hans bror Valur Fannar Gislason skolet.

## Karriere
Han blev siden tilknyttet Strømsgodset i 1999 til 2001. Herefter gik turen til Østrig, hvor han spillede for Grazer AK i 2 sæsoner, og rykkede så tilbage til Island for at spille for Keflavik IF fra 2003-2005. Dernæst skiftede Gislason så til norske FC Lyn, hvor han spillede 80 kampe i perioden 2005-2007.
Et halvt før hans kontrakt udløb med Lyn, var flere klubber i bl.a Tyskland, England og Frankrig ude efter ham, men Gislason besluttede sig for, at tegne kontrakt med Brøndby IF i juli 2007. Prisen skulle efter forlydender ligge i nærheden af ti millioner kr.
Som spiller må man betegne Gislason som en ledertype, som altid går forrest, og arbejder hårdt for holdet. Er meget defensiv midtbanespiller, og er holdende i sin spillestil. Nogle vil måske endda sige kedelig, da han ikke gør sig meget bemærket, men bryder modstandernes opspil.
Da Kent Nielsen blev ny træner for Brøndby IF d. 1/1-2009 røg Gíslason ud af truppen i klubben. Da han senere kritiserede træner Kent Nielsen var han færdig i klubben, og har kun spillet i ubetydelige kampe siden da. D. 30 marts bekendtgjorde Brøndby IF at Stefán Gíslason var blevet udlejet til norske Viking frem til 31 Juli. Efterfølgende ophævede Brøndby kontrakten med ham, og han skiftede til norske Lillestrøm SK.